# Leon Leonowitsch Deschiz
Leon Leonowitsch Deschiz (russisch Леон Леонович Дежиц; * 1955 in Minsk; † 27. Juli 2020) war ein belarussischer Radrennfahrer, der in der Sowjetunion aktiv war und nationaler Meister im Radsport wurde.

## Sportliche Laufbahn
Deschiz war Straßenradsportler und hatte seine besondere Stärke in Etappenrennen. 1978 trat er international mit einem Etappensieg in der Tour de Bohemia hervor. 1980 wurde er nationaler Meister im Straßenrennen vor Juri Barinow. Er gewann die Gesamtwertung der Tour du Loir-et-Cher in Frankreich vor Ad Wijnands. Auch die Krim-Rundfahrt konnte er für sich entscheiden und wurde danach für die sowjetische Nationalmannschaft für die Internationale Friedensfahrt nominiert. Dort wurde er beim Sieg seines Landsmannes Juri Barinow 18. des Endklassements. 1981 siegte er auf einer Etappe der Österreich-Rundfahrt und wurde Dritter der Sotschi-Rundfahrt. 1982 gewann er die stark besetzte Bulgarien-Rundfahrt. Sein letzter bedeutender Erfolg war 1983 ein Sieg im Giro della Valsesina, in dem er Etappe gewann. Die Österreich-Rundfahrt bestritt er viermal, 1979 und 1982 wurde er jeweils Fünfter. Zweimal gewann er dabei die Sonderwertung für den besten Sprinter.